# 情境功利主義
情境功利主義（英語：Act Utilitarianism，或行为效益主義），是一種功利主義伦理学理論，它指出僅當一個人的行為在特定情況下產生最佳結果時，其行為在道德上是正確的。包括杰里米·边沁、约翰·斯图尔特·密尔及亨利·西季威克等古典功利主義者將幸福定義為快樂及沒有痛苦。

## 概要
詹姆斯·菲泽舉個例子，要了解情境功利主義是如何運作的，使用「明天整天看電視」與「明天做慈善工作」進行比較，哪一項可以為世界帶來更多的整體幸福，那麼那一項目產生的結果就是好的且能為個人也帶來幸福感。